# Konstfack
Konstfack, o Università delle Arti, Artigianato e Design, è un istituto universitario per la formazione superiore nell'area delle arti, dell'artigianato e design a Stoccolma, Svezia.

## Storia
Essendo stata fondata nel 1844 dall'artista ed etnologo Nils Månsson Mandelgren come scuola d'arte part-time per artigiani, sotto il nome Söndags-Rit-skola för Handtverkare (scuola domenicale di disegno per artigiani), Konstfack ha avuto diversi nomi. La scuola è stata ripresa un anno dopo dal Svenska Slöjdföreningen (oggi conosciuto come Svensk form) e chiamata Svenska Slöjdföreningens skola.
Nel 1857 furono accettate le prime due studentesse femmine (Sofi Granberg e Matilda Andersson), e l'anno seguente le studentesse femmine furono ufficialmente invitate a iscriversi.
Nel 1859 divenne una scuola statale e fu rinominata Slöjdskolan i Stockholm (Scuola dell'Artigianato a Stoccolma), e nel contesto di una meticolosa riorganizzazione nel 1879, in cui la scuola fu divisa in quattro dipartimenti, fu rinominata "Tekniska skolan" (la scuola tecnica). Dal 1945 fu conosciuta come Konstfackskolan (la scuola del dipartimento artistico), anno in cui l'istituzione fu divisa in dipartimenti indirizzati a discipline distinte che rimangono ancora oggi: "Tessile, Arti decorative, Scultura, Ceramica, Design d'arredamento e d'interni, Metalli" e "Pubblicizzazione e Tipografia". La scuola ottenne anche lo status ufficiale ed ebbe una scuola di arti e artigianato giornaliera biennale e serale triennale. A tutto ciò fu aggiunta una scuola superiore biennale di Arti e Artigianato e un istituto triennale di Insegnante d'Arte. Le fu conferito lo status di högskola ("istituto universitario") nel 1978. Dal 1993 viene chiamato solamente Konstfack, la forma breve del nome precedentemente usato colloquialmente.
A lungo situata a Norrmalm, tra la Chiesa di Santa Chiara e Hötorget, la scuola fu trasferita in un nuovo edificio a Valhallavägen nel 1959, con seminari ben attrezzati sviluppati da Gösta Åberg e Tage Hertzell. Nel 2004 fu trasferita di nuovo, nel precedente quartier generale di LM Ericsson, a Telefonplan nel Municipio di Stoccolma. L'interno del vecchio edificio della fabbrica di 20,300 metri quadrati fu ridisegnato, tra gli altri architetti, da Gert Wingårdh.

## Educazione

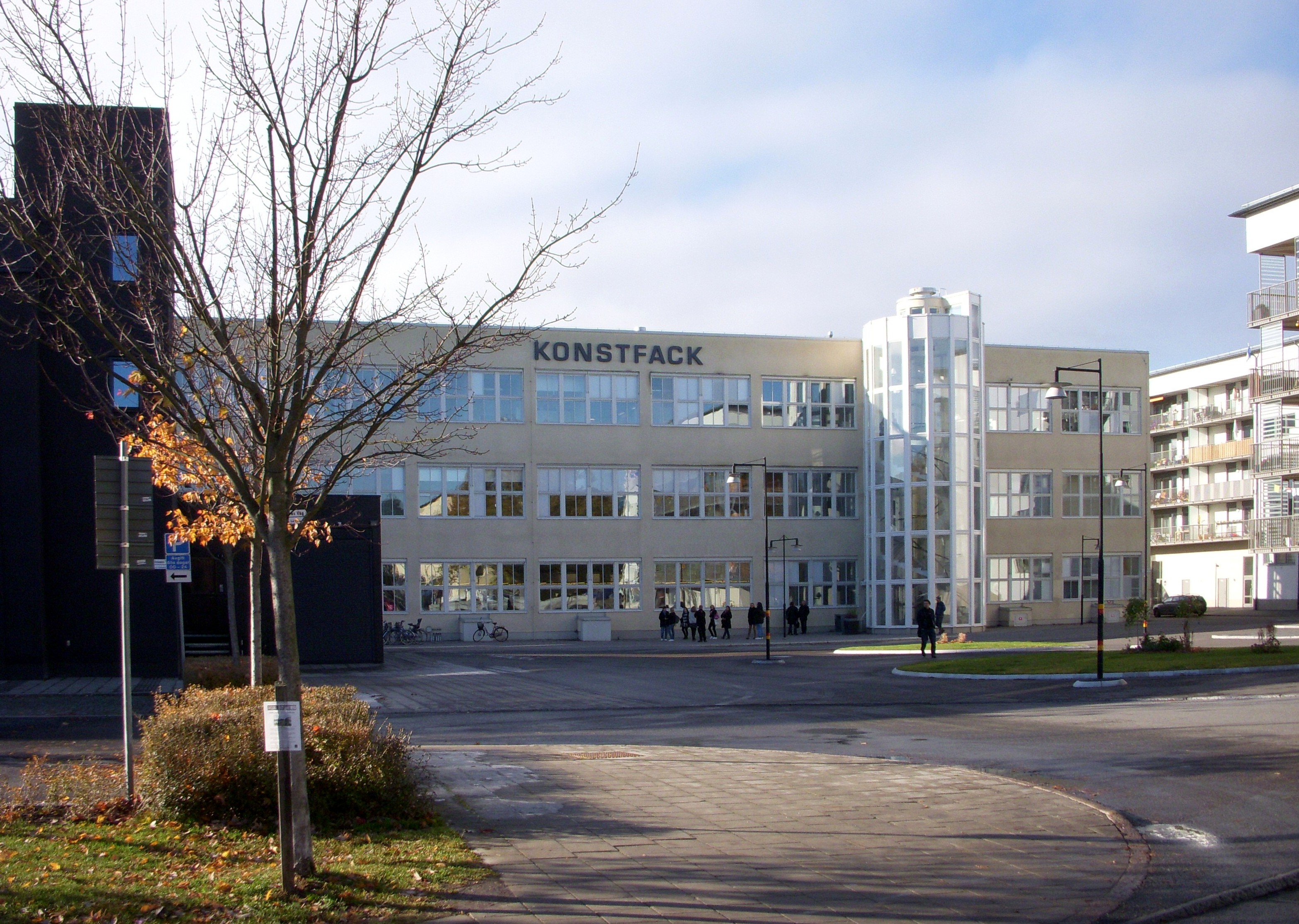
Konstfack a Telefonplan, Stoccolma, nel 2010.

Seguendo gli standard del processo di Bologna, Konstfack offre corsi di laurea triennale (3 anni, 180 CFU, Laurea in belle Arti), e magistrale (2 anni, 120 CFU, Laurea Magistrale in Belle Arti). Ci sono anche programmi di Educazione Artistica (programmi per insegnanti, 4 e 5 anni). Il programma biennale in Animazione è esistito dal 1996 al 2005 e veniva svolto a Eksjö.
Ci sono sette lauree triennali:
- Ceramica e Vetro
- Belle Arti
- Graphic Design e Illustrazione
- Design Industriale
- Architettura e Design d'Interni
- Tessili
- Design dei Metalli

I corsi delle triennali sono tenuti in svedese.
Ci sono cinque lauree magistrali:
- Artigianato (Dip. di Artigianato)
- Design (Dip. di Design, Architettura d'Interni e Comunicazione Visiva)
- Belle Arti (Dip. di Belle Arti), e
- Comunicazione Visiva (Dip. di Design, Architettura d'Interni e Comunicazione Visiva)
- Cultura Visiva e Apprendimento

Tra gli obiettivi delle Lauree Magistrali Biennali c'è quello di attirare studenti sia svedesi che internazionali, e gli insegnamenti sono tenuti soprattutto in inglese.
Esiste anche un programma di dottorato offerto in collaborazione con l'Istituto Reale di Tecnologia:
- Arte, Tecnologia e Design

### Dipartimenti
Konstfack è diviso in 4 dipartimenti:
- Artigianato,
- Design, Architettura d'Interni e Comunicazione Visiva,
- Belle Arti e
- Dipartimento di Arti Visive e Sloyd Education.

### Esami e la mostra primaverile
Il terzo anno della laurea triennale e il secondo anno della magistrale includono un progetto di laurea, di dieci settimane per la triennale e di 20 per la magistrale, che si conclude con un esame pubblico e, se lo studente passa l'esame, con una mostra per tutti gli studenti laureandi: la Mostra Primaverile (Vårutställningen in svedese). La mostra annuale di solito ha luogo al Konstfack durante due settimane di maggio, con circa 150 studenti a esibire, e attrae migliaia di visitatori.

## Alunni illustri
Una selezione di alcuni dei più distinti ex studenti nei vari dipartimenti della Konstfack (gruppi di arti o di design riportati con i loro nomi collettivi):
Graphic design e illustrazione
Carl Johan De Geer (artista e designer), Lasse Åberg (regista), Brita Granström (artista e illustratrice), Lotta Kühlhorn, Lars Hall (pubblicizzazione), Oskar Korsár (artista e illustratore), Tuulikki Pietilä (artista), RBG6 (motion graphics), REALA, Stina Wirsén (illustratrice),
Ana Biscaia.
Architettura d'interni e design d'arredamento
Claesson Koivisto Rune, Gunilla Allard, Jonas Bohlin, Mats Theselius, Stefan Borselius, Thomas Bernstrand, Greta Magnusson-Grossman.
Design industriale
A & E Design, Katja Pettersson, Front (designer creativi), Veryday (prima Ergonomidesign), No Picnic, Propeller, Transformator Design.
Belle arti
Stig Lindberg (designer tessile e di ceramica), Annika von Hausswolff, Carl Milles, Dorinel Marc, Johanna Billing, Maria Miesenberger, Miriam Bäckström, Caroline Schlyter.
Ceramica e vetro
Bertil Vallien, Per B. Sundberg, Zandra Ahl, Christian Pontus Andersson (artista).
Educazione artistica
Cecilia Torudd (vignettista), Elsa Beskow (scrittrice e illustratrice di libri per bambini), Gert Z Nordström, Jan Stenmark (artista), Jockum Nordström (artista).
Tessili
Astrid Sampe, Hans Krondahl, Mah-Jong (creatori della moda intellettuale negli anni Sessanta e Settanta); Susanne Pagold (giornalista di moda), 10-gruppen.
Metal Design
Vivianna Torun Bülow-Hübe, Gunnar Cyrén.